# Stephan Pauly (Jurist)
Stephan Pauly (* 1958 in Bonn) ist ein deutscher Rechtsanwalt und Fachanwalt für Arbeitsrecht sowie Autor.

## Leben
Pauly wurde 1986 an der Universität Bonn promoviert (Organisation, Geschichte und Praxis der Gesetzesauslegung des (Königlich) Preußischen Oberverwaltungsgerichtes 1875–1993). Er ist seit 1987 als Rechtsanwalt in Bonn tätig. Pauly ist Fachautor und Herausgeber verschiedener Bücher zum Arbeitsrecht. Pauly gründete 2003 die Kanzlei Pauly & Partner, die bundesweit tätig und auf Arbeitsrecht  spezialisiert ist. 2004 war er Mitherausgeber von AWR – Anwaltspraxis Wirtschaftsrecht. Er war Mitglied der Vertreterversammlung der Volksbank KölnBonn eG.

## Trivia
Pauly ist Äquatorpreisträger des Deutschen Ruderverbands. Von 1999 bis 2009 war er Vorsitzender des Bonner Ruder-Verein 1882 e.V.

## Veröffentlichungen (Auswahl)
- Handbuch Kündigungsrecht, 5. Auflage, 2017 (Herausgeber, Mitautor)
- NomosKommentar Gesamtes Arbeitsrecht (NK-GA), 1. Auflage 2016 (Mitautor)
- Arbeiten 4.0 – Arbeitsrecht und Datenschutz in der digitalisierten Arbeitswelt, 4. Auflage 2018 (Mitautor)
- AnwaltFormulare, 10. Auflage 2021 (Herausgeber, Mitautor)
- AnwaltFormulare – E-Book, 8. Auflage 2015 (Herausgeber, Mitautor)
- AnwaltKommentar Arbeitsrecht, 2. Auflage 2010 (Mitautor)
- AnwaltFormularePlus, 6. Auflage 2009 (Herausgeber, Mitautor)
- Teilzeitarbeit und geringfügige Beschäftigung, 2. Auflage 2007 (Herausgeber, Mitautor)
- Das arbeitsrechtliche Mandat – Teilzeitarbeit und geringfügige Beschäftigung, 1. Auflage 2019 (Herausgeber, Mitautor)
- Das neue Arbeits- und Sozialrecht, Die Hartz-Gesetze in der anwaltlichen Praxis, Bonn 2003 (Herausgeber, Mitautor)
- Steuerrecht in der anwaltlichen Praxis, 3. Auflage 2002 (Herausgeber, Mitautor)
- Organisation, Geschichte und Praxis der Gesetzesauslegung des (Königlich) Preußischen Oberverwaltungsgerichtes 1875 - 1933, Frankfurt a. M. 1987